# サカガウィア

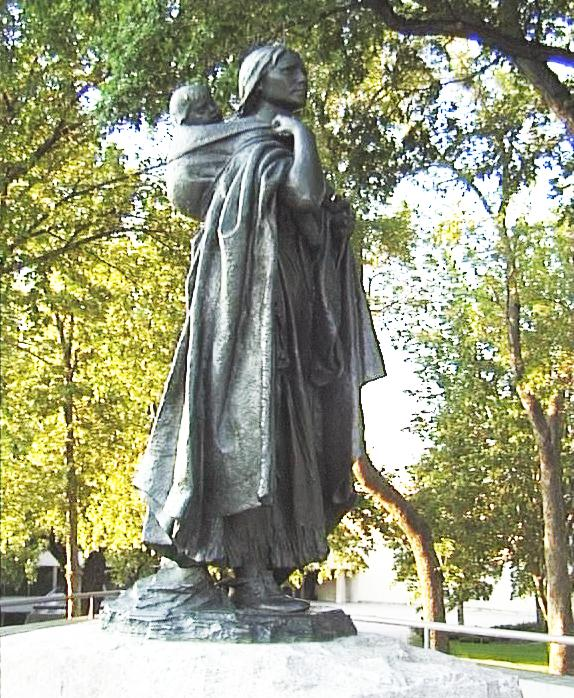
アメリカ合衆国ノースダコタ州ビスマーク市、ノースダコタ州会議事堂敷地内に立つサカガウィアの銅像

サカガウィア、あるいはサカーガウェア（Sacagawea、あるいはSakakawea、Sacajawea、1788年? - 1812年12月20日）は、ショーショーニー族インディアンの女性。

## 人物
16歳のときに赤子を背負いながら、ルイスとクラーク遠征隊に同行した。この探検で重要な役割を果たし、硬貨の肖像にもなっている。

### 来歴
彼女は1788年に、平原インディアンのショーショーニー族として生まれた。丁度その頃は平原部族の間で天然痘が流行し、多数の死者が出ていた。ショーショーニー族の天然痘による被害は稀だった。ノースダコタ州のミズーリ河畔に定住していたヒダーツァ族はショーショーニー族が住む、モンタナ州ロッキー山脈の山岳の方へと移動、そこでヒダーツァ族の戦士はショーショーニー族を襲撃する。男4人と女4人が殺され、その時、生き残った彼女は10歳か12歳でヒダーツァ族の村に捕虜として連れ去られた。その後、彼女はマンダン族に引き取られ、さらに西部各地のインディアンと毛皮の取引をしていたフランス系カナダ人の商人トゥーサン・シャルボノー（Toussaint Charbonneau）に引き取られ、シャルボノーの妻のうちの1人となった。

### 西部探検隊
トマス・ジェファーソン大統領は、全米の地勢を把握するために、当時白人にとって未知領域だった西部を探るため、命令で30名余りの兵士で構成した遠征隊を北西部へ派遣した。
1804年5月14日、ルイスとクラークの率いる遠征隊がミズーリ州セントルイスの近くの基地を出発し、三隻の船に分乗して、ミズーリ川を溯った。冬が近づく10月下旬にようやくマンダン族の領土にある「マンダン砦」に到着。彼らはここで越冬の準備をした。そこでルイスとクラークは、シャルボノーの妻である、当時16歳だったサカガウィアに出会った。彼女の通訳の才を見抜いたルイスとクラークは、西方への途上でのインディアン各部族との通訳にと、彼女を通訳ガイドとして夫シャルボノー諸共雇い入れる事にした。
翌1805年2月11日、越冬中のマンダン砦で、彼女は男児を出産した。この男の子はジャン・バティスト・シャルボノー（Jean Baptiste Charbonneau）と名付けられた。
冬が終わり春になると、遠征隊はヒダーツァ族から西方の地形を聞き出し、ミズーリ川を渡り、さらに西へと旅に出た。またルイスとクラークは険しいロッキーを山越えするにはショーショーニー族からの馬の入手が不可欠と考え、そしてそこでショーショーニー族でもある彼女を活用しようと考えていた。実際に彼女は遠征隊に役立ち、様々な面で貢献した。生後2ヶ月の子供を背負い、夫と共に危険な旅に同行する事になる訳だが、病に倒れたり危険で絶望しそうな時でも彼女は冷静に対処し、探検隊の兵士達を勇気付けてきた。しかしそのなかで、彼女自身も熱病に冒され瀕死の状態になってしまう。ルイスはショーショーニー語が分かる通訳ガイドの彼女が死んでしまったら今後どうなってしまうのかと、彼女の容体を心配して見守った。野営地の近くで温泉を発見すると、バージニア州で温泉の湯が治療に使われていた事を思い出し、温泉の湯を彼女を救う最後の手段として彼女に飲ませ、彼女はなんとか熱病を克服する事が出来た。
1805年7月27日大滝を南下し、彼女の部族が住む土地、スリーフォークスの平原地域にたどり着いた。一行はこの後、ショーショーニー族を探すため南西に移動し、彼女が示した方角へ向かった。8月17日、ついにショーショーニー族の一団と出会い、彼女は同様にヒダーツァ族に捕まって自力で逃げてきたショーショーニー族の少女とも再会する事が出来た。探検隊はこう書いている。
「サカガウェアは踊り出し、夢中になって喜び、数人のインディアンを指差しながら、同時に指を何本も吸って彼らが同じ部族であることを知らせた。」
探検隊は恐る恐る野営に入って行き、このショーショーニー族の酋長のコーメアワイトと挨拶を交わした。彼らは通訳のためにサカガウェアを呼びにやらせたが、酋長を見た瞬間、サカガウェアは彼を実の兄と認め、二人は固く抱き合った。探検者たちはこう書いている。
「彼女はティーピーに入ってきて通訳を始めるか始めないかのうちに、突然コーメアワイトの風貌に兄を認め、いきなり飛びあがり、駆け寄って彼を抱き、その上に自分の毛布を投げかけ、思いっきり泣いた。」
白人たちは酋長に衣服、ナイフ、煙草、ビーズ、鏡の贈り物を渡すと、コーメアワイトは白人たちに大恩の礼を述べ、以後、彼らに対して援助を惜しまないと約束し、荷馬と案内役を提供してくれた。彼らの後にやって来た白人たちは、すべてこのときのショーショーニー族との友好関係の恩恵にあずかることが出来たのである。
8月19日、こうして彼らの助けを得て、さらに西へと探査して行った遠征隊の一行は、遂にオレゴン州に辿り付き、やがて太平洋に到達した。サカガウェア自身は、その後25歳で亡くなったとされるが、こののちもなお生き延びたとの説もあり、以後のいきさつについてはよくわかっていない。

### 死後

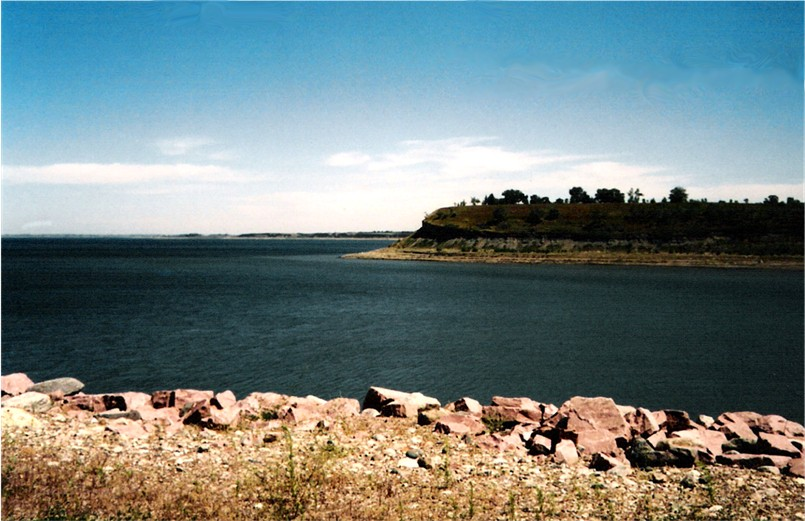
「サカカウェア湖（ギャリソン・ダム）」

探検の最中に出産した息子のジャン・バティストは1886年まで生きた。
1999年にアメリカの1ドル硬貨の肖像のモデルに選ばれ、2000年には金色の硬貨も造られた。またノースダコタ州とオレゴン州に赤ん坊のジャン・バティストを背負って旅をする姿をした彼女の銅像が建てられている。
かつてサカガウィアをさらったヒダーツァ族たちの住む保留地（Reservation）は、1951年にアメリカ政府による「ギャリソン・ダム」建設によって、そのほとんどが水没させられた。このダム湖には、「サカカウェア湖」と名がつけられた。
ルイス・アンド・クラーク級貨物弾薬補給艦の艦名はそれぞれアメリカにとっての新天地を開拓した人名から命名されており、2番艦がサカガウィアと命名された。

## 文献
- ケネス・トーマスマ（著）、 加原奈穂子・西江雅之 訳『アメリカの空へ ― 大探検を助けた少女、サカジャウェア』（出窓社、2000年 ISBN 4931178294 / ISBN 978-4931178298）
- ジュディス・セントジョージ（著）、杉本恵理子 訳 『明日はどの道を行こう ― インディアン少女サカジャウィア物語』（グリーンアロー出版社 (2000年、ISBN 476633308X / ISBN 978-4766333084）